# Просте кільце
Кільце {\displaystyle R} називається простим, якщо {\displaystyle R^{2}\neq \{0\}} і {\displaystyle R\,} не має
двосторонніх ідеалів, відмінних {\displaystyle R\,} і {\displaystyle \{0\}\,}.

## Приклади і теореми
- Розглянемо кільце {\displaystyle R} таке, що {\displaystyle R^{2}\neq \{0\}}, і аддитивна група {\displaystyle \langle R+\rangle } має простий  порядок.  Тоді  кільце  {\displaystyle R} — просте, оскільки в {\displaystyle \langle R+\rangle } немає власних підгруп.
- Асоціативне комутативне кільце {\displaystyle R\,} з одиницею є полем тоді і тільки тоді, коли {\displaystyle R\,} просте кільце.

Припустимо спершу, що {\displaystyle R\,}  задовольняє всі умови теореми і є простим. Нехай {\displaystyle x\in R} деякий ненульових елемент. Тоді {\displaystyle Rx\,} є ненульовим ідеалом оскільки {\displaystyle x=x\cdot 1\in Rx}. Зважаючи на простоту кільця одержуємо {\displaystyle Rx=R\,}. Звідси випливає існування елемента {\displaystyle y\in R}, такого що {\displaystyle yx=1\,}.
Навпаки, припустимо {\displaystyle R\,} — деяке поле і {\displaystyle I\,} його ненульовий ідеал. Оскільки цей ідеал містить деякий ненульовий елемент {\displaystyle x\,} він також містить {\displaystyle r=rx^{-1}x\,} для всіх {\displaystyle r\in R}, тобто {\displaystyle I=R\,}, що й доводить простоту.
- Якщо {\displaystyle P\,}— поле, {\displaystyle n\,} — додатне ціле число, то кільце матриць {\displaystyle \mathrm {Mat} (P,n)\,} — просте.

Для доведення спершу позначимо {\displaystyle E_{i,j}\,} матриці в яких на позиції {\displaystyle (i,j)\,} стоїть одиничний елемент поля, а на інших позиціях нулі. Тоді одиничну матрицю можна записати {\displaystyle E=\sum _{i=1}^{n}E_{i,i}}. Нехай тепер {\displaystyle I\,} — деякий ненульовий ідеал, а {\displaystyle x\in I} — ненульовий елемент. Виконується рівність
{\displaystyle x=ExE=\sum _{i,j}^{}E_{i,i}xE_{j,j}}. Для деякої пари {\displaystyle (i,j)\,} виконується {\displaystyle y=E_{i,i}xE_{j,j}\neq 0}. Оскільки елементи {\displaystyle E_{i,j}\,} є базисними то можна записати {\displaystyle y=\sum _{r,s}^{}y_{r,s}E_{r,s}}. Очевидно {\displaystyle y=y_{i,j}E_{i,j}\quad y_{i,j}\neq 0}. Звідси одержуємо {\displaystyle E_{i,j}\in I}. З властивостей множення базисних елементів одержуємо, що всі вони належать ідеалу і відповідно {\displaystyle I=\mathrm {Mat} (P,n)\,}
- Центр простого кільця з одиницею є полем і кожне просте кільце є центральною простою алгеброю над своїм центром.

Нехай {\displaystyle a\in Z(R)}. Якщо цей лемент не є оборотним, то  {\displaystyle 1\not \in aR=Ra.} Але тоді  {\displaystyle aR} є нетривіальним двостороннім ідеалом.
Також для довільного {\displaystyle r\in R} виконується рівність {\displaystyle a^{-1}r=a^{-1}(ra)a^{-1}=a^{-1}(ar)a^{-1}=ra^{-1}}. Тобто {\displaystyle a^{-1}\in Z(R)} і центр кільця є полем.

## Теорема Веддерберна — Артіна
Нехай {\displaystyle R\,} — просте кільце Артіна. Тоді кільце {\displaystyle R\,} ізоморфне кільцю всіх матриць порядку {\displaystyle n\,} над деяким тілом. При цьому {\displaystyle n\,} визначено  однозначно, а тіло з точністю до ізоморфізму. Навпаки, для будь-якого тіла {\displaystyle D\,} кільце {\displaystyle \mathrm {Mat} (D,n)\,} є простим кільцем Артіна.